# Хуан Мата
Хуа́н Мануе́ль Ма́та (ісп. Juan Manuel Mata, нар. 28 квітня 1988, Бургос, Іспанія) — іспанський футболіст, півзахисник. 15 травня 2013 Мата і Фернандо Торрес після перемоги в Лізі Європи УЄФА у складі «Челсі» встановили унікальне досягнення, одночасно будучи чинними переможцями чотирьох турнірів, вигравши Лігу чемпіонів УЄФА, Лігу Європи УЄФА, чемпіонат світу і чемпіонат Європи.
Мата є одним з двох гравців в історії світового футболу, які виграли спочатку чемпіонат світу з футболу, а потім молодіжний чемпіонат Європи з футболу.
Хуан Мата є вихованцем академій іспанських клубів «Реал Ов'єдо» і «Реал (Мадрид)». У 2007 році Мата перейшов в «Валенсію». З 2011 по 2014 рік виступав за лондонський «Челсі». 24 січня 2014 було оголошено, що «Манчестер Юнайтед» досяг угоди з «Челсі» про трансфер Хуана Мати.

## Клубна кар'єра

### Початок кар'єри
Почав свою футбольну кар'єру Мата в дитячій команді клубу «Реал Ов'єдо». У віці 15 років перебрався в «Реал Мадрид», де грав до 2007 року.
У дорослому футболі дебютував 2006 року виступами за команду дублерів мадридського королівського клубу — «Реал Мадрид Кастілья», в якій провів один сезон, взявши участь у 39 матчах.

### «Валенсія»
Своєю грою за цю команду привернув увагу представників тренерського штабу клубу «Валенсія», до складу основної команди якого приєднався 2007 року. 19-річний півзахисник швидко отримав постійне місце в основі валенсійської команди. У своєму першому сезоні у вищій лізі Іспанії Мата провів 24 гри і забив 5 голів. Також він зіграв важливу роль у завоюванні Кубка Короля, відзначившись дублем у півфінальному матчі з «Барселоною» і одним з м'ячів у фіналі проти «Хетафе».
Після закінчення чемпіонату вболівальники і партнери визнали Мату найкращим молодим футболістом команди.
24 січня 2011 Мата продовжив контракт з «Валенсією» до 2014 року. Влітку 2011 року Арсенал зробив пропозицію «Валенсії» про покупку Мати за 25 млн євро, але отримав відмову.

### «Челсі»
До складу клубу «Челсі» приєднався 2011 року. 22 серпня 2011 на офіційному сайті «Челсі» було оголошено про перехід Мати в стан «синіх». Перший гол за «Челсі» забив у дебютному матчі проти «Норвіч Сіті». Іспанець практично відразу став одним з лідерів «Челсі». Двічі визнавався гравцем року «Челсі» за версією вболівальників і один раз за версією гравців, а також був включений в команду року за версією ПФА. Після того як команду очолив Жозе Моурінью, Мата перестав потрапляти в стартовий склад «Челсі».

### «Манчестер Юнайтед»
25 січня 2014 Мата перейшов в «Манчестер Юнайтед» за 37 млн фунтів, підписавши контракт до літа 2018 року.
Дебют Мати у складі «Манчестер Юнайтед» відбувся 28 січня 2014 року до матчі  Прем'єр-ліги проти валлійського клубу «Кардіфф Сіті», в якому «Юнайтед» здобув перемогу з рахунком 2:0. Влітку 2022 покинув клуб через закінчення контракту.

### «Галатасарай»
8 вересня 2022 підписав контракт за схемою 1+1 з турецьким «Галатасараєм».

## Виступи за збірні
Для того, щоб дістатися до збірної, Мате довелося пройти кілька молодіжних рівнів.
2006 року дебютував у складі юнацької збірної Іспанії, взяв участь у 13 іграх на юнацькому рівні, відзначившись 12 забитими голами.
Протягом 2007—2011 років залучався до складу молодіжної збірної Іспанії. На молодіжному рівні зіграв у 25 офіційних матчах, забив 8 голів. Був учасником молодіжного чемпіонату Європи 2011 року, на якому іспанська молодіжка виборола титул континентальних чемпіонів.
2009 року дебютував в офіційних матчах у складі національної збірної Іспанії. Наразі провів у формі головної команди країни 18 матчів, забивши 6 голів. У складі збірної був учасником чемпіонату світу 2010 року у ПАР, здобувши того року титул чемпіона світу.
2012 року був учасником тогорічного чемпіонату Європи в Україні та Польщі. Практично протягом усього турніру перебував на лаві запасних, вийшов на поле лише на 87-й хвилині фінальної гри проти збірної Італії. Проте вже за хвилину після появи на полі зумів відзначитися забитим голом, який встановив остаточний рахунок двобою — 4:0 на користь іспанців.
| Дата       | Місто        | Господарі            | Результат | Гості          | Турнір             | Голи | Примітки |
| ---------- | ------------ | -------------------- | --------- | -------------- | ------------------ | ---- | -------- |
| 28/03/2009 | Мадрид       | Іспанія              | 1 – 0     | Туреччина      | Відбір до ЧС 2010  | -    |          |
| 17/06/2009 | Блумфонтейн  | Іспанія              | 1 – 0     | Ірак           | Кубок Конфедерацій | -    |          |
| 24/06/2009 | Блумфонтейн  | Іспанія              | 0 – 2     | США            | Кубок Конфедерацій | -    |          |
| 09/09/2009 | Меріда       | Іспанія              | 3 – 0     | Естонія        | Відбір до ЧС 2010  | 1    |          |
| 10/10/2009 | Єреван       | Вірменія             | 1 – 2     | Іспанія        | Відбір до ЧС 2010  | 1    |          |
| 14/10/2009 | Зеніца       | Боснія і Герцеговина | 2 – 5     | Іспанія        | Відбір до ЧС 2010  | 1    |          |
| 14/11/2009 | Мадрид       | Іспанія              | 2 – 1     | Аргентина      | товариський матч   | -    |          |
| 03/06/2010 | Інсбрук      | Іспанія              | 1 – 0     | Південна Корея | товариський матч   | -    |          |
| 21/06/2010 | Йоганнесбург | Іспанія              | 2 – 0     | Гондурас       | ЧС 2010 - 1-й етап | -    |          |
| 11/08/2010 | Мехіко       | Мексика              | 1 – 1     | Іспанія        | товариський матч   | -    |          |
| 29/03/2011 | Каунас       | Литва                | 1 – 3     | Іспанія        | Відбір до ЧЄ 2012  | 1    |          |
| 10/08/2011 | Барі         | Італія               | 2 – 1     | Іспанія        | товариський матч   | -    |          |
| 06/09/2011 | Логроньйо    | Іспанія              | 6 – 0     | Ліхтенштейн    | Відбір до ЧЄ 2012  | -    |          |
| 07/10/2011 | Прага        | Чехія                | 0 – 2     | Іспанія        | Відбір до ЧЄ 2012  | 1    |          |
| 12/11/2011 | Лондон       | Англія               | 1 – 0     | Іспанія        | товариський матч   | -    |          |
| 30/05/2012 | Берн         | Іспанія              | 4 – 1     | Південна Корея | товариський матч   | -    |          |
| 03/06/2012 | Севілья      | Іспанія              | 1 – 0     | КНР            | товариський матч   | -    |          |
| 27/06/2012 | Київ         | Іспанія              | 4 – 0     | Італія         | ЧЄ 2012 - Фінал    | 1    | 87'      |
| Усього     |              | Матчів               | 18        |                | Голів              | 6    |          |

## Досягнення
«Валенсія»
- Володар кубка Іспанії: 2007-08

«Челсі»
- Володар кубка Англії: 2011-12
- Переможець Ліги чемпіонів: 2011-12
- Переможець Ліги Європи: 2012-13

«Манчестер Юнайтед»
- Володар кубка Англії: 2015-16
- Володар Кубка Футбольної ліги: 2016-17
- Володар Суперкубка Англії: 2016
- Переможець Ліги Європи УЄФА: 2016–17

«Галатасарай»
- Чемпіон Туреччини: 2022-23

Збірна Іспанії
- Чемпіон Європи (U-19): 2006
- Чемпіон Європи (U-21): 2011
- Чемпіон світу: 2010
- Чемпіон Європи: 2012